# سفارة اليابان في السويد
سفارة اليابان في السويد هي أرفع تمثيل دبلوماسي لدولة اليابان لدى السويد. تقع السفارة في ستوكهولم وهي تهدف لتعزيز المصالح اليابانية في السويد.

## وصلات خارجية
- قائمة سفارات اليابان
- قائمة السفارات في السويد